# 村上辉夫
村上辉夫（日语： Murakami Teruo，1938年—2013年12月17日），日本男子乒乓球运动员。他曾获得2枚世界乒乓球锦标赛金牌、2枚银牌。另外他也获得过亚洲乒乓球锦标赛男子双打和男子团体的冠军。